# Ousmane Camara (football, 2006)
Pour les articles homonymes, voir Camara et Ousmane Camara (homonymie).
Ousmane Camara, né le 1er janvier 2006 à Banamba au Mali, est un footballeur international burkinabé. Il évolue au poste d'ailier droit au FK Auda, en prêt du Riga FC.

## Biographie

### En club
Né à Banamba au Mali, Ousmane Camara est formé par le Rahimo FC, au Burkina Faso.
Le 10 janvier 2024, Ousmane Camara signe avec le club letton du Riga FC. Il est prêté quelques jours plus tard au FK Auda.
Il joue son premier match avec le FK Auda le 8 mars 2024, lors de la première journée de la saison 2024 de Virslīga, la première division lettone, face au FK RFS. Il entre en jeu et son équipe est battue sur le score de deux buts à un. Le 2 juin 2024, Camara inscrit son premier but en professionnel, lors d'une rencontre de championnat face au FK Tukums 2000. Entré en cours de jeu, il participe à la victoire de son équipe par quatre buts à un.

### En sélection
Ousmane Camara honore sa première sélection avec l'équipe nationale du Burkina Faso contre le Sénégal, le 6 septembre 2024. Il entre en jeu et les deux équipes se neutralisent (1-1 score final).